# Ethikfonds
Ein Ethikfonds (oft auch ethisch-ökologischer Fonds oder kurz Nachhaltigkeitsfonds genannt) ist ein Investmentfonds, dessen Strategie nicht nur auf das Erzielen einer möglichst großen Rendite ausgerichtet ist, sondern auch auf ethische Aspekte. Er hält sich an Prinzipien des ethischen Investments (englisch: Socially Responsible Investing) und investiert nur in solche Unternehmen, die nachhaltig wirtschaften. Meist handelt es sich dabei um einen offenen Aktienfonds, seltener um einen Rentenfonds. Das gesamte Marktvolumen derartiger Fonds betrug im Jahr 2019 in Deutschland, Österreich und in der Schweiz 838,8 Milliarden Euro.

## Auswahlkriterien
Die Auswahl der Wertpapiere, in die der Fonds anlegt, erfolgt nach einer im Fondsprospekt festgeschriebenen Methode. Diese können sein:
- Ausschlusskriterien („Blacklist“)
- Positivauswahl („Whitelist“)
- „Best in class“-Ansatz
- Themenfonds[2]

Diese Prinzipien können auch in Kombination auftreten.

### Ausschlusskriterien
Das meistverwendete Prinzip ist das der Ausschlusskriterien. Eine Investition in Unternehmen aus bestimmten Branchen, Hersteller von bestimmten Produkten oder Nutzer bestimmter Produktionsverfahren ist dem Fonds nicht erlaubt.
Ausschlusskriterien für nachhaltiges Investieren können zum Beispiel Kinderarbeit, Zwangsarbeit, Menschenrechtsverletzungen, Rüstung, Diskriminierung von Minderheiten, Kernkraft, Chlorchemie, Gen-/Bio-Technologie und Tierversuche sein.
Insbesondere bei religiös motivierten Fonds (z. B. bei Scharia-Fonds) wird diese Methode ausschließlich verwendet. In Deutschland wird das Prinzip der Ausschlusskriterien von 79 % der Fonds verwendet.

### Positivauswahl
Bei der Positivauswahl darf eine Investition lediglich in Unternehmen erfolgen, die bestimmte Produkte und Dienstleistungen anbieten oder bestimmte Produktionsverfahren nutzen.
Typischerweise ist konkretes Auswahlkriterium die Unterwerfung des Unternehmens unter eine Selbstverpflichtung oder eine Norm. Dies können z. B. die Regelungen der ILO oder die Selbstverpflichtung sein, nur zertifizierte Ausgangsprodukte zu verwenden.

### „Best in class“-Ansatz
Beim „Best-in-class“-Ansatz bestehen keine Ausschlusskriterien bezüglich Branche und Produkt. Stattdessen soll das Kapital in Firmen investieren, die innerhalb ihrer Branche die beste Erfüllung von ökologischen oder ethischen Standards umsetzen. In Deutschland wird der „Best in class“-Ansatz von 52 % der Fonds verwendet.

### „Best-in-Progress“-Ansatz
Bei dem wenig genutzten Best-in-Progress-Ansatz werden diejenigen Unternehmen ausgewählt, die in der jüngeren Vergangenheit ihr Nachhaltigkeitsprofil am stärksten verbessert haben.

### Themenfonds
Manche Fonds werden auch als Themenfonds ausgelegt. Wenn diese Themen sich an ethischen oder ökologischen Fragestellungen orientieren, gelten die Fonds selbst ebenfalls als Ethik- oder Ökofonds. Solche Themenfonds sind z. B. Fonds zu den Themenbereichen Wasser, Solarenergie oder Abfallentsorgung.

## Ökofonds
Ein Ökofonds ist ein Nachhaltigkeitsfonds, der nur in solche Unternehmen investiert, die nachhaltig mit ökologischen Ressourcen umgehen. Solche Unternehmen achten auf möglichst geringe (negative) Umweltauswirkungen ihrer Tätigkeit und Produkte in Bezug auf deren Planung, Produktion, Nutzung, Verwertung und Entsorgung.
Viele Ökofonds investieren speziell in so genannte Erneuerbare Energien wie Wind- und Solarenergie.
Die Abgrenzung zwischen den Begriffen Ökofonds und Nachhaltigkeitsfonds ist im Sprachgebrauch und vor allem durch die Fondsanbieter selbst nicht immer klar. Manchmal werden sie als Synonyme verwendet oder vertauscht. Wer in einen Nachhaltigkeits- bzw. Ökofonds investieren möchte, sollte sich daher nach Empfehlungen von Verbraucherschützern im Einzelfall darüber informieren, an welchen Unternehmen und Branchen der jeweilige Fonds sich tatsächlich beteiligt. Aus Sicht der Verbraucherorganisation Stiftung Warentest sind nur die wenigsten geschlossenen Ökofonds zu empfehlen. Eine Untersuchung im Oktober 2013 ergab, dass fast alle Fonds mangelhaft sind.

## Ertragsvergleich mit herkömmlichen Investmentfonds
Bei der Anlage in ethischen Fonds ergeben sich Einschränkungen in der Anlagepolitik, die Einfluss auf den Ertrag haben können. Hierzu zählt:
- Es entsteht ein zusätzlicher Aufwand im Umweltresearch
- Das Anlageuniversum ist eingeschränkt. Hierdurch können sich
  - negative Auswirkungen bezüglich der Diversifikation des Portfolios und
  - positive oder negative Auswirkungen durch systematische Risiken und Chancen ergeben
- Die Anlage erfolgt häufiger in kleinkapitalisierte Unternehmen, da die Wahrscheinlichkeit, durch das Raster der Auswahlkriterien zu fallen, mit der Unternehmensgröße steigt.[6]

Ob die Renditen von Nachhaltigkeitsfonds höher oder niedriger als bei herkömmlichen Investments sind, ist empirisch umstritten.

### Aufwand im Umweltresearch
Neben der (weiterhin notwendigen) Analyse der Wertpapiere unter Ertragsgesichtspunkten, ist bei ethischen Fonds ein zusätzlicher Aufwand notwendig, nämlich die Analyse der Einhaltung der ethischen Kriterien.
Dieser Aufwand schmälert den Ertrag des Fonds und führt tendenziell zu einer verschlechterten Performance von ethischen Fonds. Meist sind ethische Fonds aktiv gemanagte Fonds, doch die Kostenvorteile von Indexfonds können durch eine steigende Zahl entsprechender Indizes verstärkt wahrgenommen werden.
Vielfach weisen ethische Fonds höhere Ausgabeaufschläge und Gesamtkosten auf als konventionelle Fonds. Dies gilt jedoch nicht für alle Produkte.

### Reduziertes Anlageuniversum
Die Größe des möglichen Anlageuniversums bestimmt die Möglichkeiten der Diversifikation des Portfolios. Eine „künstliche“ Verkleinerung des Anlageuniversums durch ethische Regeln führt nach der Portfoliotheorie zu einer Erhöhung des Risikos oder einer Verringerung der Rendite. Die praktische Relevanz dieses Effektes wird dadurch bestimmt, ob im verbleibenden Anlageuniversum noch eine ausreichend hohe Zahl gering miteinander korrelierter Anlagemöglichkeiten verbleibt.
Insbesondere wenn die Anlagepolitik aufgrund von Ausschlusskriterien gesteuert wird, ist dieser Effekt hoch. Da dann z. B. ganze Branchen ausgeschlossen werden, fehlen wesentliche Anlagemöglichkeiten zur Optimierung des Portfolios.
In diesem Fall kann die Einschränkung des Anlageuniversums zu einer systematischen Über- oder Unterschreitung der Rendite des Marktes und der von anderen Investmentfonds führen.
Wird beispielsweise nicht in Gentechnik-Unternehmen investiert, so wird der Fonds systematisch den Markt schlagen, wenn sich Gentechnikprodukte nicht am Markt durchsetzen, und ebenso systematisch unter der Rendite des Marktes bleiben, wenn diese Technik sich künftig durchsetzt.

### Small Company-Effekt
Große und stark diversifizierte Unternehmen sind in vielen Geschäftsbereichen tätig. Da (wenn nicht der „Best in class“-Ansatz oder der Themenfonds-Ansatz gewählt wird) vielfach jede einzelne Verletzung der Anlagerichtlinien zu einem Ausschluss des Unternehmens aus dem Anlageuniversum führt, konzentrieren sich Portfolios von ethischen Fonds oft auf kleinere Unternehmen (Nebenwerte).
Insbesondere bei besonders strikten Richtlinien tritt dieser Effekt auf. Dies hat zunächst einmal einen Einfluss auf die Liquidität. Ein Ausstieg aus einem Papier ist wegen der Marktenge manchmal nur über einen längeren Zeitraum oder mit Kursabschlägen möglich.
Darüber hinaus weisen geringer kapitalisierte Unternehmen typischerweise eine höhere Volatilität auf, weshalb sich das Risiko des Portfolios erhöht.

## Wirkung im Hinblick auf die angestrebten ethischen Ziele
Neben dem finanziellen Ertrag für den Anleger steht bei ethischen Fonds der Aspekt der Unterstützung des jeweiligen ethischen Ziels im Vordergrund. Inwieweit die Anlage in ethischen Fonds hierzu beitragen kann, Unternehmen, Verbraucher oder die Politik zu Verhaltensänderungen zu bewegen, ist umstritten.

### Direkte Wirkungen
Drei mögliche direkte Wirkungen werden diskutiert:
- Ethische Fonds können so hohe Anteile an Unternehmen erwerben, dass sie die Geschäftsleitung und -politik bestimmen können.
Dieser Punkt wird zurzeit allenfalls auf theoretischer Ebene diskutiert.
- Fonds können Geschäftsmodelle über Private Equity finanzieren, die sonst nicht finanziert worden wären.
Dieses Geschäftsmodell ist Gegenstand ethischer geschlossener Fonds. Ein Beispiel hierfür sind Bürgersolaranlagen.
- Durch den Boykott der ethischen Fonds verschlechtern sich die Finanzierungsbedingungen der Unternehmen, die nicht den ethischen Prinzipien des Fonds entsprechen und diese Unternehmen erleiden dadurch Wettbewerbsnachteile.
Dieser Aspekt ist Gegenstand der wissenschaftlichen Diskussion, wobei zwei Ansätze vertreten werden: Zum einen kann die Annahme getroffen werden, Anleger von ethischen Fonds seien bereit, für ihre Geldanlage eine niedrigere Rendite zu akzeptieren als den Marktzins. In diesem Fall würde sich die Kapitalbeschaffung für ethisch agierende Unternehmen verbilligen. Dies ist jedoch bei den derzeit auf dem Markt befindlichen offenen ethischen Fonds nicht Teil der Geschäftspolitik. Sie prognostizieren eine marktgerechte Verzinsung. Zum anderen besteht die Hoffnung der Anleger, dass allein durch den Investitions-Boykott in bestimmte Unternehmen, deren Finanzierungskosten steigen. Dies ist jedoch auf einem freien Markt nicht zu erwarten, solange die Investitionsentscheidungen nur eines kleinen Teils der Anleger durch ethische Prinzipien bestimmt werden.

Direkte Wirkungen der Anlage in offenen ethischen Fonds konnten empirisch bis jetzt nicht nachgewiesen werden.

### Indirekte Wirkungen
Als indirekte Wirkung gewinnen Unternehmen ein positives Image, wenn sie in den Portfolios von ethischen Fonds enthalten sind. Sie reduzieren den Aufwand mit kritischen Aktionären und verbreitern ihre Aktionärsstruktur. Auch liefern Verkaufszahlen ethischer Fonds der Öffentlichkeit ein Bild der inhaltlichen Wünsche der Anleger und schaffen einen Anreiz für eine entsprechende Unternehmenspolitik.

## Geschichte
Ethische und ökologische Kapitalanlagen in Form von offenen Investmentfonds sind erst seit den 1970er Jahren bekannt. Vorläufer waren kirchlich geprägte Anleger, die seit dem 19. Jahrhundert, vor allem aber seit den 1920er Jahren, auf die Anlage in „sin-stocks“ – insbesondere Alkohol-, Tabak- und Glücksspielunternehmen – verzichteten.
Im Jahr 1971 wurde in den USA der „Pax World Fund“ als erster offener ethischer Investmentfonds aufgelegt. Er setzte den Protest gegen den Vietnamkrieg und das Apartheid-Regime in Südafrika in eine Geldanlage um.
In Deutschland wurde 1974 die GLS Gemeinschaftsbank gegründet, die ausschließlich Kapitalanlagen nach ethischen Grundsätzen anbietet. 1984 wurde die Ökobank gegründet.
1989 wurde als Öko-Fonds der „Luxinvest Securarent“ – heute Luxinvest ÖkoRent – der BfG Bank, heute SEB AG, herausgegeben. 1990 folgte mit „CS Oeko-Protect“ – heute Credit Suisse Equity Fund (Lux) Global Sustainability – der erste Öko-Fonds der Schweiz.
Vorausgegangen war die nicht unumstrittene gemeinsame Initiative der Artus Ethische Vermögensverwaltung und der Concorde Ethische Vermögensverwaltung, die bereits 1988 die Concorde-Artus Ethische Vermögensverwaltung GbR gegründet hatten. Deren Anlage erfolgte wiederum in etablierte drei englische und zwei amerikanische Ethikfonds. Eine Abwicklungsverfügung wegen des Betreibens unerlaubter Bankgeschäfte der Bundesanstalt für Finanzdienstleistungsaufsicht, deren Begründung sich allerdings einige Jahre später als rechtlich falsch und damit unberechtigt herausstellen sollte, führte zu einer Rückabwicklung der GbR.
1999 wurden schließlich die Dow Jones Nachhaltigkeits-Indizes gegründet, welche eine interessante Alternative oder gar Ergänzung zu den nachhaltigen Fondsangeboten darstellen.
Seit Mai 2008 sorgt das (Europäische) Transparenzlogo für nachhaltige Publikumsfonds für mehr Transparenz im nachhaltigen Anlagemarkt. Was von Bedeutung ist, da Produkte dieses Marktes häufig für fehlerhafte Einstufung aufgrund von mangelnder Unternehmenseinsicht in Verruf gerieten.

## „Ethische Fonds“ als Marketingmaßnahme
Fondsanbietern wird teilweise vorgeworfen, die ethische Orientierung lediglich als Marketing-Schlagwörter zu missbrauchen, um z. B. von der Debatte um die Klimadebatte zu profitieren.
Die Bezeichnungen nachhaltig, Umwelt, öko, grün oder sustainable in Zusammenhang mit Investmentfonds sind gesetzlich zudem nicht geschützt.

### Gütesiegel
Verschiedene Anbieter bieten Gütesiegel oder Ranglisten an, die Fonds, die deren Anforderungen entsprechen, erhalten können.
So bietet das österreichische Unternehmen Software-Systems unter Namen „FER Finance & Ethics Research Services“ einen Messwert an, inwieweit Fonds Standardvorgaben  der wichtigsten  Ethik-,  Sozial- und  Umweltkriterien  erfüllen und ermittelt so das „FER Fonds Rating“.
Im Dezember 2015 vergibt das Forum Nachhaltige Geldanlage das FNG-Siegel für nachhaltige Publikumsfonds.
Auch die Triodos Bank bewertet mit einer eigenen Abteilung und externen Prüfern, ob Unternehmen ihre Nachhaltigkeitskriterien erfüllen.